# Jozef Marko (labdarúgó)
Jozef Marko (Nagytapolcsány, 1923. május 25. – 1996. szeptember 26.) csehszlovák válogatott szlovák labdarúgó, fedezet, edző.

## Pályafutása

### Klubcsapatban
A TS Topoľčany korosztályos csapatában kezdte a labdarúgást. 1943 és 1945 között az OAP Bratislava, 1945 és 1954 között a Spartak Trnava. 1954 és 1956 között a TS Topoľčany, 1956 és 1959 között a Spartak Považská Bystrica labdarúgója volt.

### A válogatottban
1948–49-ben kilenc alkalommal szerepelt a csehszlovák válogatottban és egy gólt szerzett.

### Edzőként
1952 és 1954 között a Spartak Trnava, 1954 és 1956 között a TS Topoľčany játékosedzőjeként kezdte edzői pályafutását. 1956-ban a Spartak Považská Bystrica csapatánál is játékosedzőként kezdett dolgozni, de 1959-től a már csak csapat szakmai munkáját irányította a másodosztályú együttesnél.
1965-ben nevezték ki a csehszlovák válogatott szövetségi kapitányának. Az 1966-os világbajnokságra és az 1968-as Európa-bajnokságra nem sikerült kijutnia az együttessel. Az 1970-es világbajnokság-selejtezői során a csehszlovák válogatott egyenlő pontszámmal végzett csoportjában Magyarországgal, így harmadik mérkőzés döntött a továbbjutásról. A meccset 1969. december 3-án Marseille-ben rendezték meg. A csehszlovák csapat 4–1-es megérdemelt győzelmet ért el. Ennek a mérkőzésnek a tudósításából vált máig ismertté Szepesi György mondata: „Jönnek a csehszlovák, jönnek a csehszlovákok!” A világbajnokságon Csehszlovákia pontszerzés nélkül esett ki a csoportkörből. 1965 és 1970 között 33 mérkőzésen 18 győzelem, 5 döntetlen és 10 vereség volt a mérlege.
1970 és 1972 között az Inter Bratislava, 1972 és 1974 között aSpartak Považská Bystrica, 1975 és 1977 között a TJ ZVL Žilina vezetőedzőjeként tevékenykedett. 1977 és 1980 között három évig a csehszlovák labdarúgó-szövetség edzőbizottságának volt a tagja. 1980 és 1982 között a Baník Prievidza csapatának a szakmai munkáját irányította.

## Statisztika

### Mérkőzései a csehszlovák válogatottban
| Csehszlovákia | Csehszlovákia       | Csehszlovákia                             | Csehszlovákia | Csehszlovákia | Csehszlovákia | Csehszlovákia | Csehszlovákia | Csehszlovákia  |
| #             | Dátum               | Helyszín                                  | Hazai         | Eredmény      | Vendég        | Kiírás        | Gólok         | Esemény        |
| ------------- | ------------------- | ----------------------------------------- | ------------- | ------------- | ------------- | ------------- | ------------- | -------------- |
| 1.            | 1948. április 18.   | Varsó, Lengyel Hadsereg Stadionja         | Lengyelország | 3 – 1         | Csehszlovákia | Európa-kupa   | -             | 32'            |
| 2.            | 1948. május 23.     | Budapest, Üllői úti stadion               | Magyarország  | 2 – 1         | Csehszlovákia | Európa-kupa   | -             |                |
| 3.            | 1948. június 12.    | Prága, Letenský Stadion                   | Csehszlovákia | 0 – 4         | Franciaország | barátságos    | -             |                |
| 4.            | 1949. március 23.   | Pozsony, Tehelné pole                     | Csehszlovákia | 2 – 2         | Luxemburg     | barátságos    | -             |                |
| 5.            | 1949. április 10.   | Prága                                     | Csehszlovákia | 5 – 2         | Magyarország  | Európa-kupa   | -             |                |
| 6.            | 1949. május 22.     | Prága                                     | Csehszlovákia | 3 – 2         | Románia       | barátságos    | -             |                |
| 7.            | 1949. szeptember 4. | Prága, Strahov-stadion                    | Csehszlovákia | 1 – 3         | Bulgária      | barátságos    | 1             | 62' (11-esből) |
| 8.            | 1949. október 30.   | Vitkovice Városi Stadion                  | Csehszlovákia | 2 – 0         | Lengyelország | barátságos    | -             |                |
| 9.            | 1949. november 13.  | Colombes, Yves-du-Manoir Olimpiai Stadion | Franciaország | 1 – 0         | Csehszlovákia | barátságos    | -             | 34'            |
|               | Összesen            |                                           |               | 9             | mérkőzés      |               | 0             | gól            |

### Mérkőzései csehszlovák szövetségi kapitányként
| Csehszlovákia | Csehszlovákia        | Csehszlovákia                      | Csehszlovákia | Csehszlovákia | Csehszlovákia | Csehszlovákia | Csehszlovákia | Csehszlovákia |
| #             | Dátum                | Helyszín                           | Hazai         | Eredmény      | Vendég        | Kiírás        | Gólok         | Esemény       |
| ------------- | -------------------- | ---------------------------------- | ------------- | ------------- | ------------- | ------------- | ------------- | ------------- |
| 1.            | 1965. szeptember 19. | Prága, Strahov-stadion             | Csehszlovákia | 3 – 1         | Románia       | vb-selejtező  | -             |               |
| 2.            | 1965. október 9.     | Isztambul, Ali Sami Yen Stadion    | Törökország   | 0 – 6         | Csehszlovákia | vb-selejtező  | -             |               |
| 3.            | 1965. október 31.    | Porto, Estádio das Antas           | Portugália    | 0 – 0         | Csehszlovákia | vb-selejtező  | -             |               |
| 4.            | 1965. november 21.   | Brno, Stadion Za Lužánkami         | Csehszlovákia | 3 – 1         | Törökország   | vb-selejtező  | -             |               |
| 5.            | 1966. május 18.      | Prága, Stadion Letná               | Csehszlovákia | 1 – 2         | Szovjetunió   | barátságos    | -             |               |
| 6.            | 1966. június 12.     | Rio de Janeiro, Maracanã Stadion   | Brazília      | 2 – 1         | Csehszlovákia | barátságos    | -             |               |
| 7.            | 1966. június 15.     | Rio de Janeiro, Maracanã Stadion   | Brazília      | 2 – 2         | Csehszlovákia | barátságos    | -             |               |
| 8.            | 1966. október 19.    | Belgrád, JNA Stadion               | Jugoszlávia   | 1 – 0         | Csehszlovákia | barátságos    | -             |               |
| 9.            | 1966. november 2.    | London, Wembley Stadion            | Anglia        | 0 – 0         | Csehszlovákia | barátságos    | -             |               |
| 10.           | 1966. november 6.    | Amszterdam, Olimpiai Stadion       | Hollandia     | 1 – 2         | Csehszlovákia | barátságos    | -             |               |
| 11.           | 1967. május 3.       | Bázel, St. Jakob stadion           | Svájc         | 1 – 2         | Csehszlovákia | barátságos    | -             |               |
| 12.           | 1967. május 21.      | Dublin, Dalymount Park             | Írország      | 0 – 2         | Csehszlovákia | Eb-selejtező  | -             |               |
| 13.           | 1967. június 18.     | Pozsony, Tehelné pole              | Csehszlovákia | 3 – 0         | Törökország   | Eb-selejtező  | -             |               |
| 14.           | 1967. október 1.     | Prága, Slavia Stadion              | Csehszlovákia | 1 – 0         | Spanyolország | Eb-selejtező  | -             |               |
| 15.           | 1967. október 22.    | Madrid, Santiago Bernabéu stadion  | Spanyolország | 2 – 1         | Csehszlovákia | Eb-selejtező  | -             |               |
| 16.           | 1967. november 15.   | Ankara, 19 Mayıs Stadion           | Törökország   | 0 – 0         | Csehszlovákia | Eb-selejtező  | -             |               |
| 17.           | 1967. november 22.   | Prága, Slavia Stadion              | Csehszlovákia | 1 – 2         | Írország      | Eb-selejtező  | -             |               |
| 18.           | 1968. április 27.    | Pozsony, Tehelné pole              | Csehszlovákia | 3 – 0         | Jugoszlávia   | barátságos    | -             |               |
| 19.           | 1968. június 23.     | Pozsony, Tehelné pole              | Csehszlovákia | 3 – 2         | Brazília      | barátságos    | -             |               |
| 20.           | 1968. szeptember 25. | Koppenhága, Idrætsparken Stadion   | Dánia         | 0 – 3         | Csehszlovákia | vb-selejtező  | -             |               |
| 21.           | 1968. október 20.    | Pozsony, Tehelné pole              | Csehszlovákia | 1 – 0         | Dánia         | vb-selejtező  | -             |               |
| 22.           | 1969. április 16.    | Rotterdam, Feijenoord Stadion      | Hollandia     | 2 – 0         | Csehszlovákia | barátságos    | -             |               |
| 23.           | 1969. május 4.       | Dublin, Dalymount Park             | Írország      | 1 – 2         | Csehszlovákia | vb-selejtező  | -             |               |
| 24.           | 1969. május 25.      | Budapest, Népstadion               | Magyarország  | 2 – 0         | Csehszlovákia | vb-selejtező  | -             |               |
| 25.           | 1969. szeptember 14. | Prága, Stadion Letná               | Csehszlovákia | 3 – 3         | Magyarország  | vb-selejtező  | -             |               |
| 26.           | 1969. október 7.     | Prága, Stadion Letná               | Csehszlovákia | 3 – 0         | Írország      | vb-selejtező  | -             |               |
| 27.           | 1969. december 3.    | Marseille, Stade Vélodrome (FRA)   | Csehszlovákia | 4 – 1         | Magyarország  | vb-selejtező  | -             |               |
| 28.           | 1970. április 12.    | Bécs, Práter-stadion               | Ausztria      | 1 – 3         | Csehszlovákia | barátságos    | -             |               |
| 29.           | 1970. május 9.       | Luxembourg, Municipal Stadion      | Luxemburg     | 0 – 1         | Csehszlovákia | barátságos    | -             |               |
| 30.           | 1970. május 13.      | Oslo, Ullevaal Stadion             | Norvégia      | 0 – 2         | Csehszlovákia | barátságos    | -             |               |
| 31.           | 1970. június 3.      | Guadalajara, Estadio Jalisco (MEX) | Brazília      | 4 – 1         | Csehszlovákia | vb-csoportkör | -             |               |
| 32.           | 1970. június 6.      | Guadalajara, Estadio Jalisco (MEX) | Csehszlovákia | 1 – 2         | Románia       | vb-csoportkör | -             |               |
| 33.           | 1970. június 11.     | Guadalajara, Estadio Jalisco (MEX) | Csehszlovákia | 0 – 1         | Anglia        | vb-csoportkör | -             |               |
|               | Összesen             |                                    |               | –             | mérkőzés      |               | –             | gól           |